# Gilbert Poirot
Gilbert Poirot (* 21. September 1944 in La Bresse; † 1. Februar 2012 in Chamonix) war ein französischer Skispringer.

## Werdegang
Sein internationales Debüt gab Poirot bei der Vierschanzentournee 1963/64. Nachdem er nur drei der vier Springen bestritt und bei keinem einen vorderen Platz erreichte, beendete Poirot die Tournee nur auf dem 45. Platz der Gesamtwertung. Auch bei der Vierschanzentournee 1964/65 gelang ihm nicht der Durchbruch. Erst bei der Vierschanzentournee 1965/66 gelangen ihm erstmals gute Platzierungen. So landete er in Oberstdorf und Innsbruck auf einem guten 21. Platz. Die Tournee schloss er mit 733,6 Punkten auf Rang 22 der Gesamtwertung ab.
Bei der Nordischen Skiweltmeisterschaft 1966 in Oslo startete Poirot in beiden Einzeldisziplinen. Von der Großschanze erreichte er nach Sprüngen auf 75,5 und 70 Metern den 32. Platz. Von der Normalschanze belegte er nach Sprüngen auf 67 und 63,5 Metern den 50. Platz.
Bei der Vierschanzentournee 1966/67 musste Poirot mit einem leichten Leistungseinbruch kämpfen. In allen vier Springen verpasste er eine Top-30-Platzierung. In der Gesamtwertung erreichte er daher auch nur Rang 32. Mit der Vierschanzentournee 1967/68 bestritt Poirot seine erfolgreichste Tournee. Zwar ließ er das Auftaktspringen in Oberstdorf aus, startete aber in Garmisch-Partenkirchen auf der Großen Olympiaschanze mit dem 10. Platz, was zugleich das beste Einzelresultat in seiner Karriere war. In Innsbruck erreichte er mit Rang 18 eine weitere Top-20-Platzierung. In der Gesamtwertung belegte er zum Abschluss der Tournee mit 782,7 Punkten den 13. Platz.
Als Fahnenträger seiner Mannschaft bei der Eröffnungsfeier der Olympischen Winterspiele 1968 in Grenoble gelang Poirot von der Normal- wie auch von der Großschanze als Zehnter der Sprung in die Top 10. Mit den folgenden Vierschanzentourneen kam für ihn ein erneuter Leistungseinbruch. Trotzdem startete er bei der Nordischen Skiweltmeisterschaft 1970 in Štrbské Pleso und sprang von der Großschanze auf 85 und 91 Meter, was Rang 37 bedeutete. Von der Normalschanze erreichte er nach Sprüngen auf 76,5 und 76 Metern einen guten 26. Platz. Mit der Vierschanzentournee 1970/71 bewies Poirot noch einmal seine Qualitäten. Erneut sprang er in Oberstdorf und Innsbruck unter die besten 20. In der Gesamtwertung erreichte er am Ende zum letzten Mal in seiner Karriere einen Platz unter den besten 30.
Bei seinen zweiten und letzten Olympischen Winterspielen 1972 in Sapporo startete Poirot nur von der Normalschanze und kam dabei nicht über den 43. Platz hinaus.
Bei der Nordischen Skiweltmeisterschaft 1974 in Falun nahm er letztmals an einer Skiweltmeisterschaft teil. Von der Großschanze gelang ihm mit zwei Sprüngen auf 78,5 Metern der 41. Platz. Von der Normalschanze reichte es für ihn nur zu Rang 51.
Mit der Vierschanzentournee 1975/76 bestritt Poirot seine letzte Vierschanzentournee. Nachdem er in der Gesamtwertung nicht über Rang 65 hinauskam und damit sein schlechtestes Ergebnis der Karriere erreichte, beendete er seine aktive Skisprungkarriere.

## Erfolge

### Vierschanzentournee-Platzierungen
| Saison  | Platz | Punkte |
| ------- | ----- | ------ |
| 1963/64 | 45.   | 693,1  |
| 1964/65 | 42.   | 672,2  |
| 1965/66 | 22.   | 733,6  |
| 1966/67 | 32.   | 718,2  |
| 1967/68 | 13.   | 782,7  |
| 1968/69 | 59.   | 505,8  |
| 1969/70 | 44.   | 746,1  |
| 1970/71 | 25.   | 813,4  |
| 1971/72 | 52.   | 752,7  |
| 1972/73 | 57.   | 691,3  |
| 1973/74 | 49.   | 742,7  |
| 1974/75 | 50.   | 638,6  |
| 1975/76 | 65.   | 600,2  |